# Деклерк, Нико
Нико Фелисьен Деклерк (род. 27 декабря 1975 года, Кортрейк, Бельгия) — физик и инженер-механик. Он является адъюнкт-профессором Технологического института Джорджии в Атланте и Технологии Джорджии Лотарингия во Франции. Специализируется в ультразвуковом неразрушающем контроле материалов, распространении ультразвуковых волн в высокосложных материалах, акустике, теоретической и экспериментальной линейной и нелинейной ультразвуковой физике, акустооптике, физике в медицине и акустической микроскопии. Он исследовал акустику Чичен-Ицы и Эпидавра.

## Образование, карьера и награды
Деклерк получил степень бакалавра и магистра по физике и астрофизики в Католическом Университете в Левене в 1996 и 2000 годах, соответственно,
В 2005 году получил степень доктора технических наук в Университете Гента. Работал постдоком Бельгийского национального научного фонда (FWO Vlaanderen) в Университете Гента, прежде чем он принял должность преподавателя в Georgia Tech в 2006 году.
- Деклерк получил Международную премию Дениса Габора от Фонда НОВОФЕР Венгерской академии наук 21 декабря 2006 года.

- Он получил награду ICA Early Career Award «За выдающийся вклад в ультразвук, особенно в исследованиях распространения и дифракции акустических волн» от Международной комиссии по акустике в 2007 году.[4]

Деклерк был президентом (2013—2015) руководящего совета Международного конгресса по ультразвуку а также президентом их конгресса 2015 года. Он является ассоциированным редактором журнала Acta Acustica, объединённым с Acustica, ассоциированным редактором Журнала неразрушающего контроля, и основателем главного редактора по физике Elsevier's в медицине. Он входит в состав технических комитетов Французского акустического общества и является председателем Технического комитета по ультразвуку Европейской акустической ассоциации.

## Герб и родословная
Герб Деклерка состоит из следующих элементов:
Девиз: Érudit et sage à pied levé (английский: образованный и мудрый на поднятой ноге)
Герб: на бордюре — 14 золотых монет и азур, из которых пять наверху, щит из лазурного серебра, с серебряным журавлем с поднятой ногой, с клювом и красным клювом, в правой ноге с вертикальным золотым пером. главным образом двумя шестиконечными звездами и внизу золотым солнцем (оригинальное герб на французском языке: «Французский язык», «Английский и французский») Сюрприз, член совета директоров, арендатор, декорация, шлейф, или посольство, соучастник в шезлонге, 6 баллов за день и ночь до свидания или.)
Гребень: восходящий серебряный лебедь с красным клювом (оригинальный герб на французском: un cygne éployé d’argent et becquée de gueules)
Происхождение: герб содержит цвета и элементы, относящиеся к гербу предков Деклерка де Патина (фламандское семейство, появившееся в 14 веке в Камбре, Франция), со щитом, помещенным перед оригинальным щитом (на каталонском языке: Cortado). Jaquelado de oro y azur, 2º, de azur, dos palos de oro) его испанских предков по отцовской линии Desclergues (возник в 16 веке в Каталонии, Испания).
Declercq — это потомок Дона Пере Десклерка (I), родившийся в начале XV века в Монблане, в Конка-де-Барбера в Каталонии, Испания. У внука Пере Десклерга, Бонавентуры Десклерк (II), у Кортеса, нотариуса в Монблане, было четверо сыновей, один из которых останется наследником Монблана, а трое других (Джерони, Антони (I) и Энрик) отправятся во Фландрию в качестве военных во время восьмидесятилетней войны. Дон Джерони Десклерк был военным с 1587 года. Он оставался во Фландрии с 1587 по 1598 и 1601—1604 гг. В 1587 году он стал командиром пехотной роты Луис де Керальт (каталонец); находясь во Фландрии, он присоединился к компании Диего де Дуранго в терции Луис дель Вильяр. Сообщалось, что он участвовал в военных действиях в Голландии, Фландрии и Франции, включая осаду Камбре в 1595 году. 10 марта 1597 года он участвовал в захвате города Амьена, что способствовало дальнейшему защиты города от французов. 14 января 1598 года он был признан за свою военную карьеру своим капитаном Диего де Дуранго. Вернувшись в Барселону, он отправился на службу к наместнику герцога Ферия. Его пребывание в Барселоне позволило ему присутствовать вместе с отцом Бонавентурой Десклерком (II) и его старшим братом Франческом Десклерком в кортесе Барселоны 1599 года. В 1602 году он вернулся во Фландрию в августе, где он командовал терцио капитаном роты Иньиго де Борха, с которой он участвовал в осаде Остенде (август 1601 — 27 сентября 1604), где он умер, с половиной его Компания, руководившая штурмом в результате взрыва мины, 4 сентября 1604 года, которая также ранила его брата Энрика Десклерка. Энрик был награждён за свои военные успехи и умер в 1631 году. Антони появился в современной литературе которая показывает, что он ездил туда и обратно в Испанию, в то время как внук Джерони, Антони, был продолжателем родословной Десклерка во Фландрии через его брак во Фландрии с Мартиной Веракрус в 1656 году. Бонавентура Десклерк (II) — это тот, кто основал монументальную «Казаль дель Десклерк» или «Каса Десклерк» на Пласа Майор Монблана; Нико Деклерк происходит от Джерони Десклерка двенадцатью поколениями позже. , Анализ ДНК показывает, что Desclergues Montblanc происходят от Бертрана дю Гесклина, который был военным командиром из Бретани и который поддерживал Генри Трастамара, первого короля Кастилии и Леона в период 1365—1370.